# Хергаль
Хергаль (ісп. Gérgal) — муніципалітет в Іспанії, у складі автономної спільноти Андалусія, у провінції Альмерія. Населення — 1099 осіб (2010).
Муніципалітет розташований на відстані близько 380 км на південь від Мадрида, 31 км на північ від Альмерії.
На території муніципалітету розташовані такі населені пункти: (дані про населення за 2010 рік)
- Лас-Алькубільяс: 35 осіб
- Ель-Альмендраль: 0 осіб
- Лас-Анеас: 51 особа
- Арройо-де-Верделечо: 5 осіб
- Аулаго: 79 осіб
- Ель-Калар-Альто: 0 осіб
- Ель-Кортіхо-Альто: 0 осіб
- Ла-Естасьйон: 18 осіб
- Фуенте-Санта: 2 особи
- Хергаль: 909 осіб
- Портокарреро: 0 осіб
- Лас-Таблас: 0 осіб

## Демографія
Динаміка населення (INE ):

## Галерея зображень

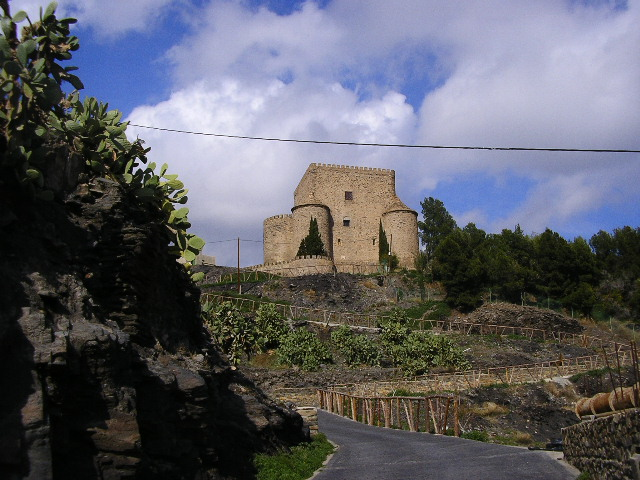
Замок у Хергалі
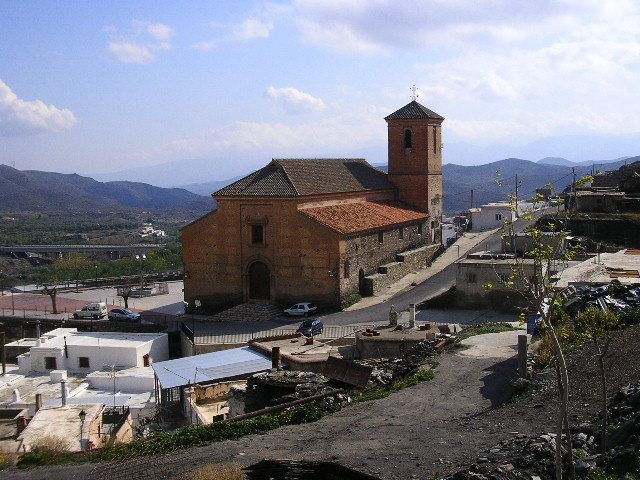
Церква у Хергалі